# 一硫化スカンジウム
一硫化スカンジウム(Scandium monosulfide)は、スカンジウムと硫黄からなる化合物で、化学式はScSである。化学式からはスカンジウムが2価である、つまり[Sc2+][S2-]であるように見えるが、実際は擬イオン化合物であり、[Sc3+][S2-]を含み、残った電子は伝導帯が占有している。

## 構造
塩化ナトリウム型の結晶構造を持つ。

## 合成
真空中、1150℃で金属スカンジウムと硫黄粉末の混合物を70時間加熱することで得られる。
Sc + S → ScS